# Török László (régész)
| Beszélgetés Török Lászlóval. Múzeum Café. 2015.03.29 | Beszélgetés Török Lászlóval. Múzeum Café. 2015.03.29 |
| Kattints az alábbi külső linkek egyikére!            | Kattints az alábbi külső linkek egyikére!            |
| ---------------------------------------------------- | ---------------------------------------------------- |
| Nem található szabad kép.(?)                         |                                                      |
| külső link · jogvédett                               | Török László                                         |

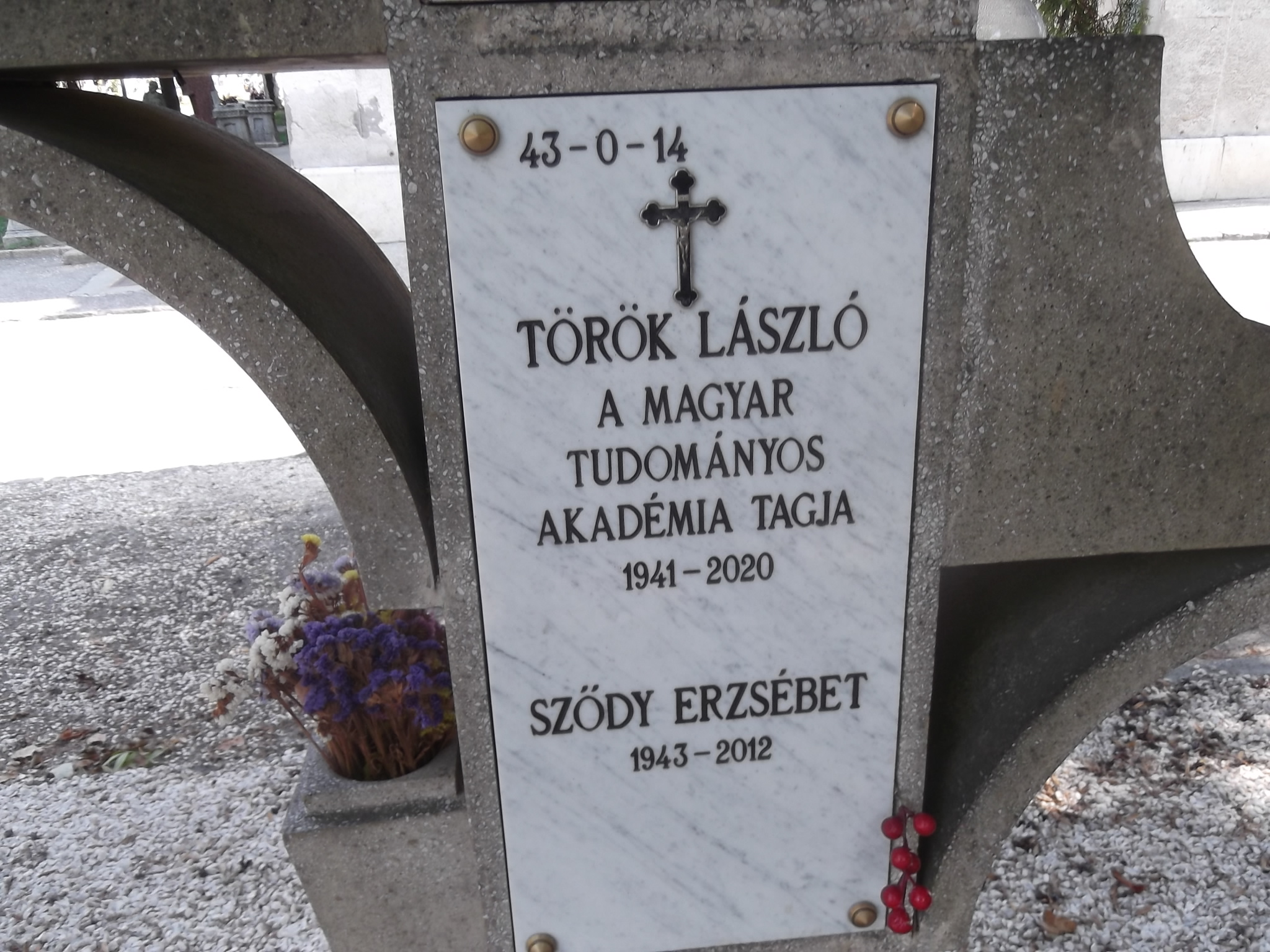
Török László és felesége sírja a Farkasréti temetőben

Török László (Budapest, 1941. május 13. – Budapest, 2020. szeptember 17.) Széchenyi-díjas magyar ókortörténész, régész, núbiológus, a Magyar Tudományos Akadémia rendes tagja. Kutatási területe az ókori Núbia története és régészete, valamint az ókori Egyiptom hellenisztikus művészete.

## Életpályája
1959-ben érettségizett, majd felvették a Budapesti Műszaki Egyetem Építészmérnöki Karán, ahol 1964-ben szerzett mérnökdiplomát. Emellett 1971 és 1972 között az Eötvös Loránd Tudományegyetem Bölcsészettudományi Karán tanult koptológiát. Mérnökdiplomájának megszerzése után az MTA Régészeti Kutatócsoportja (1967-től MTA Régészeti Intézet) gyakornoka lett. 1967-ben tudományos munkatársi, 1981-ben tudományos főmunkatársi beosztást kapott, ekkor lett római team vezetője. 1991-ben tudományos tanácsadóvá, 2004-ben kutatóprofesszorrá nevezték ki. Kutatóintézeti állása mellett 1978 és 1991 között az Eötvös Loránd Tudományegyetem egyiptológiai tanszékének megbízott előadója volt. 1991-ben címzetes egyetemi tanári címet kapott. 1980-ban a norvégiai Bergeni Egyetem Klasszikus Intézetének vendégdocense, 1989 és 1999 között több alkalommal vendégprofesszora volt. 1998-ban a cambridge-i St. John's College vendégkutatójaként is dolgozott.
1968-ban védte meg műszaki doktori disszertációját építészettörténetből, 1992-ben pedig megvédte a történettudományok akadémiai doktori értekezését. 1995-ben a Norvég Tudományos Akadémia külföldi tagjává választotta. Az MTA Ókortudományi, később az Ókortörténeti Bizottságának lett tagja. Utóbbinak 2003-ban elnöke lett. 2004-ben megválasztották a Magyar Tudományos Akadémia levelező, 2010-ben pedig rendes tagjává. Akadémiai tisztségei mellett 2000-ben az Ókortudományi Társaság választmányának tagjává, majd 2003-ban a társaság elnökévé választották meg. 2011-től az MTA Régészeti Tudományos Szakbizottságának elnöke, 2014-től a Seuso Munkabizottság elnöke. A munkabizottság komplex kutatási programjának célja, hogy elvégezze az ókori Seuso-kincs teljes körű tudományos feldolgozását a tárgyak dokumentálását, lelőhelyük kutatását, a tárgyak készítési helyének vizsgálatát, történeti, társadalmi, ikonográfiai és művészettörténeti értelmezését. Emellett a Magyar Akkreditációs Bizottság és az Országos Tudományos Kutatási Alapprogramok (OTKA) munkáját is segítette zsűrielnökként ill. zsűritagként. Számos nemzetközi egyiptológiai, koptológiai és núbiológiai társaság tagja. Az Antaeus. Communicationes ex Instituto Archaeologico Academiae Scientiarum Hungaricae című tudományos szakfolyóirat szerkesztőbizottságának tagja 2002-től (a folyóirat elődjének főszerkesztője volt 1981 és 1998 között). A Vallástudományi Szemle szerkesztőbizottságának tagja 2003-tól.

## Díjai, elismerései
- Marót Károly-díj (1986)
- Egyiptológiai Díj (1988, 1990, 1993, Schiff-Giorgini Alapítvány)
- a Bergeni Egyetem díszdoktora (2000)
- Rómer Flóris-emlékérem (2006)
- Ipolyi Arnold-díj (2007, OTKA)
- Széchenyi-díj (2015)

## Főbb publikációi
- A szegedi eklektika (Szeged, 1966)
- Meroé és Nubia a 2-7. században. Régészeti tanulmányok; ELTE, Bp., 1977 (Az Eötvös Loránd Tudományegyetem ókori történeti tanszékeinek kiadványai)
- Economic offices and officials in Meroitic Nubia. A study in territorial administration of the late Meroitic Kingdom; angolra ford. Magdalena Selenau; ELTE, Bp., 1979 (Studia Aegyptiaca)
- Der meroitische Staat (Berlin, 1986)
- The Royal Crowns of Kush. A Study in Middle Nile Valley Regalia and Iconography in the 1st Millennia BC and AD (Oxford, 1987)
- Late antique Nubia. History and archaeology of the southern neighbour of Egypt in the 4th–6th c. A. D.; előszó Sir Laurence Kirwan; Archaeological Institute of the HAS, Bp., 1988 (Antaeus)
- Coptic antiquities I. Stone sculpture, bronze objects; ceramic coffin lids and vessels; terracotta statuettes, bone, wood, and glass artefacts; L'Erma di Bretschneider, Bp., 1993 (Bibliotheca archaeologica)
- Fontes Historiae Nubiorum I–IV. (társszerző, 1994–2000)
- Meroe. Six Studies on the Cultural Identity of An Ancient African State (Budapest, 1995)
- The Birth of an Ancient African Kingdom (Lille, 1995)
- Egyptian Terracottas of the Hellenistic and Roman Periods (Roma, 1995)
- The Kingdom of Kush. Handbook of the Napatan-Meroitic Civilization (Leiden-New York-Köln, 1997)
- The hunting centaur. A monument of Egyptian Hellenism from the fourth century AD in the Museum of Fine Arts, Budapest / A vadászó kentaur. Az egyiptomi hellénizmus 4. századi emléke a budapesti Szépművészeti Múzeumban; angolra ford. Naszlady Ágnes; Atlantisz–Szépművészeti Múzeum, Bp., 1998 (Centaur) ISBN 9639165034
- The Image of the Ordered World in Ancient Nubian Art (Leiden-Boston-Köln, 2002)
- Transfigurations of Hellenism. Aspects of Late Antique Art in Egypt AD 250-700 (Leiden-Boston, 2005)
- Kopt textilek. Válogatás magyarországi magángyűjteményekből / Coptic textiles from Hungarian private collections; Moró Antik, Bp., 2005
- A fáraók után. A kopt művészet kincsei Egyiptomból. Szépművészeti Múzeum, Budapest, 2005. március 18–május 18.; Vince, Bp., 2005 (angolul is)
- Between Two Worlds. The Frontier Region between Ancient Nubia and Egypt 3700 BC – AD 500 (Leiden-Boston, 2009)
- Adoption and adaptation. The sense of culture transfer between ancient Nubia and Egypt / A kultúraátvétel értelme. Egy ókori Nílus-völgyi eset; Ízisz Foundation, Bp., 2011
- Hellenizing Art in Ancient Nubia 300 BC – AD 250 and its Egyptian Models. A Study in "Acculturation" (Leiden-Boston, 2011)
- Egyiptom és utókora Alexandriában és Rómában. Két előadás az Eötvös Loránd Tudományegyetem Ókortudományi Intézetében; Gondolat, Bp., 2013
- Herodotus in Nubia (Leiden-Boston, 2014)
- The periods of Kushite history. From the tenth century BC to the AD fourth century; Ízisz Foundation, Bp., 2015 (Studia Aegyptiaca Supplements)
- Across the Mediterranean – along the Nile. Studies in Egyptology, Nubiology and Late Antiquity dedicated to László Török on the occasion of his 75th birthday, 1-2.; szerk. Bács Tamás A., Bollók Ádám, Vida Tivadar; Institute of Archaeology Research Centre for the Humanities HAS–Museum of Fine Arts, Bp., 2018